# 中国少年児童出版社
中国少年児童出版社（ちゅうごくしょうねんじどうしゅっぱんしゃ）は1956年6月1日に設立された、中国共産主義青年団中央委員会に直属する少年少女向けの出版社である。2000年に中国少年報社と合併して、中国少年児童新聞出版総社が発足した。初代社長は葉至善（Ye Zhishan）。当社は未成年者向け書籍の制作及び出版に重点を置き、最近では北京中少動漫と合同で日本の漫画を発行するようになった。
ISBNコードは978-7-5007。

## 発行している日本の漫画
- 「鋼の錬金術師」（荒川弘）
- 「ドラゴンボール」（鳥山明）
- 「Dr.スランプ」（鳥山明）
- 「聖闘士星矢」（車田正美）
- 「フルーツバスケット」（高屋奈月）